# Kirchenburg Trappold
Die Kirchenburg Trappold (rumänisch Biserica fortificată din Apold) befindet sich in Apold (Trappold) im Kreis Mureș in der Region Siebenbürgen in Rumänien.

## Geschichte
Im 13. Jahrhundert wurde eine turmlose flach gedeckte Basilika errichtet. Zur Zeit der Gotik wurde der Glockenturm angebaut und die Kirche im 15. Jahrhundert zur gotischen Hallenkirche umgebaut. Die Anlage wurde zwischen 1504 und 1597 wehrbar gemacht. Dabei wurde der Glockenturm mit einem fünften Stock mit Schießscharten versehen und die Glockenstube mit hölzernen Wehrgang umgeben. Auch das Langhaus erhielt ein Wehrgeschoss mit Schießscharten, die heute verbaut sind.

## Anlage
Die ehemalige Kirchenburg liegt auf einem vom Schaaser Bach umflossenen Hügel. Die äußere Ringmauer ist gut erhalten. Beeindruckend wirkt die Burg durch die fünf Türme und Basteien am äußeren Mauerring: der Torturm mit dem alten Rathaus, der Schulturm und an der Nordseite das dreigeschossige wehrbar gemachte Fruchthaus. Im südlichen Verlauf des Berings steht der Weiße Turm, nördlich der Kirche steht das obere Fruchthaus, ein zweigeschossiges, etwa 20 m langes, mit Schießscharten und Pechscharten versehenes Gebäude.
Der Zugang erfolgt heute über eine Treppe zu einer Tür in der Wehrmauer Burghüterhaus rechts neben der Tür. Von hier kann man über den Haferturm in den im 19. Jahrhundert weitgehend abgetragenen inneren Bering gelangen.

## Kirche
Der Altar von 1821 stammt von Johann Johann Theiß aus Schäßburg. Vor den romanischen Triumphbogen wurde ein zweiter, breiter und höherer Triumphbogen in den Chor gesetzt. Das Chorgewölbe besteht aus einem rechteckigen Kreuzgewölbe, Joch und Stichkappenrippengewölben über dem 5/8-Chorabschluss. Das Schiff wird mit rippenlosen Kreuzgewölben überspannt, die von vier achteckigen Pfeilern getragen werden.

## Nachweise
- Hermann Fabini: Die Kirchenburgen der Siebenbürger Sachsen. Monumenta-Verlag, 2013, S. 183.
- Arne Franke: Das wehrhafte Sachsenland: Kirchenburgen im südlichen Siebenbürgen. Hrsg.: Deutsches Kulturforum Östliches Europa. 2010.